# 高橋成通
高橋 成通（たかはし せいつう、米国名: Seytsu Takahashi、1905年（明治38年）12月1日 - 1984年（昭和59年）4月1日）は、日本の高野山真言宗の僧侶。ロサンゼルス高野山別院・第4代主監であり、仏教伝道師でもある。広島県庄原市出身。

## 来歴

### 渡米前
1905年（明治38年）、広島県比婆郡東城町（現：庄原市）で出生する。地元に近い旧制岡山県立高梁中学（現：岡山県立高梁高等学校）へ進学し、同期には、後に京都社寺信用組合（現・京都信用金庫）理事長、京都市観光局長を務める小橋確治がいた。1925年（大正14年）3月に同校を卒業。その後、僧侶として修行する傍ら、高野山大学一般仏教学科へ進学し、1931年（昭和6年）同校を卒業する。高橋は大学卒業後、直ぐに渡米する。

### 渡米後
高橋は、日系人の仏教系ボーイスカウト組織を拡大し、米国での仏教布教に尽力する。1933年（昭和8年）27歳の若さで、米国高野山大師教会の主監を喜多川諦道（ジャニー喜多川の父）から引き継ぎ、第4代主監となる。高橋の活動により、新たに米国高野山大師教会は別院に昇格する。1936年（昭和11年）11月8日には、異国の地アメリカで長男の克彰（米国名：高橋エドワード）が誕生する。米国での布教活動は順調に進んでいったが、その後、第二次世界大戦が勃発し、1944年（昭和19年）カリフォルニアの日系人は、敵国人としてサンタフェ日本人収容所に収容される。高橋も同じくこの日本人強制収容所に収容された。
戦後、強制収容所から釈放された高橋は、仏教の布教活動を北米だけでなく、南米にも積極的に行い、世界に真言密教を広める活動を行った。また、日本が敗戦後、日本人戦犯が刑務所に収容されたが、高橋が中心となって日本人戦犯釈放運動をアメリカで展開し、日系人の地位向上に奔走している。
1962年（昭和37年）には、アメリカ大陸での布教活動が認められて、大僧正に任命される。1972年（昭和47年）には、真言密教の布教教化・教誨・社会福祉事業などの活動に対して貢献したとして密教教化賞を受賞する。1981年（昭和56年）には高野山第482世寺務検校執行法印を務めた。翌年、1982年（昭和57年）には、長年勤めてきた米国高野山大師教会のトップを曾我部了勝へ譲る。高橋は通算で51年もの長きにわたり米国高野山別院の主監を務め、他の主監が10年程度の任期であることからも、米国の布教活動における高橋の影響力は大きかった。
1984年（昭和59年）3月に弘法大師没後1150年の御遠忌大法会（読み：ごえんきだいほうえ）に参加するため日本へ帰国する。奥の院万灯会の導師を務める予定であったが、同年4月1日、和歌山県にある高野山にて急逝した。享年78歳であった。

## 寺院での芸能活動

### ジャニー喜多川との関係
高橋は、前任である喜多川諦道（ジャニー喜多川の父）の後任として米国別院に着任した。この頃、ロサンゼルス高野山別院では、既に前任者の喜多川時代から、仏教の布教のために、ボーイスカウトを結成したり、別院で芸能を披露することにより人を集めて真言密教の拡大を図っていた。
この方針を引き継ぎ、拡大発展させたのが高橋であり、喜多川帰国後も積極的に活動を行っていた。そのため、幼い頃からその芸能に親しんでいた喜多川諦道の子であるジャニー喜多川（本名：ジョン・ヒロム・キタガワ）とその兄弟たちは、第二次世界大戦後、再び渡米し高橋の元を訪ねるため、アメリカ・ロサンゼルスへ向かった。また、彼らはアメリカ生まれのため、アメリカの市民権を有しており、学業修了のために高校卒業を目指しての帰国でもあった。
アメリカへの一時帰国を果たした喜多川兄弟は、良く米国別院を訪れていた。別院は以前、父・喜多川諦道が力を注いだ芸能活動の拠点でもあり、芸能に強い関心を持っていたジャニー少年にとって魅力的な場所であった。彼は催し物の際に、ステージ周りのアルバイトをするなどして、芸能活動への関わりを深めていった。ここでのボーイスカウトの経験が、日本帰国後のジャニーズ事務所設立の原動力となる。
この時期、ジャニー喜多川は、ロサンゼルス・リトルトーキョーで写真館を営んでいた日系アメリカ人写真家・宮武東洋とも親交を持っていた。宮武は戦前・戦中・戦後を通じて日系人社会を記録し続けた著名な写真家であり、日系コミュニティでは広く知られた存在である。また、高橋や喜多川兄弟は、宮武の家族とも交流があり、高橋成通の長女・フランセス中村と共に撮影された写真も現存している。フランセスは父とともに、かつて喜多川諦道が営んでいたぜんざい屋を訪問し、もてなしを受けたエピソードも残されている。

## 家族

### 子供
- 高橋克彰（長男）米国名：高橋エドワード[15]、1936年11月8日生れ。妻は、高橋ミニー、宮武東洋の長女[14]。
- 高橋フランセス（長女）結婚後：中村フランセス[14]。

## 著書
- アメリカ開教－昭和の密教東漸